# Ричард I (герцог Нормандии)
Ричард I (Ричард Бесстрашный; фр. Richard Sans-Peur; 28 августа 933 или 934, Фекан, Нормандия — 20 ноября 996, Фекан, Нормандия) — герцог Нормандии с 942 года.

## Биография

### Правление
Малолетний Ричард, сын Вильгельма I и Спроты, был признан герцогом Нормандии после убийства его отца в 942 году. Король Западно-Франкского государства Людовик IV Заморский явился в Руан, желая взять в свои руки управление Нормандией вместо малолетнего Ричарда. Он увез последнего к своему двору и стал стремиться к полному подчинению Нормандии. Норманны разделились, началась борьба партий. Король и Гуго Парижский, которому была обещана часть Нормандии, вступили в неё, но на помощь нормандской партии пришёл датский король Харальд I Синезубый. Людовик IV попал в плен к норманнам и должен был подтвердить независимость Нормандии. Вскоре между Нормандией и королём вновь начались несогласия. Людовик Заморский был напуган обручением герцога Ричарда с дочерью Гуго Парижского. Король призвал на помощь короля Германии Оттона I, но поход закончился ничем.
Отношения между Нормандией и королевской властью оставались враждебными и при новом короле Лотаре. В 961 году граф Шартрский Тибо I объявил войну Ричарду I, графу помогал король Лотарь, старавшийся силой и интригами низложить Нормандского герцога, не меньше ненавидели норманнов графы Анжуйский и Фландрский. Ричард опять призвал на помощь Харальда Синезубого, в результате чего король вынужден был заключить мир (969 год), а часть норманнов, пришедших с Харальдом, осталась в Нормандии и крестилась. Вступление на королевский престол Гуго Капета, зятя Ричарда, изменило в благоприятном смысле отношения между королём и Нормандией.
Подобно своему отцу, Вильгельму I, Ричард способствовал восстановлению Церкви. В 960 году он поселил новых монахов в Фонтенельском аббатстве для возрождения разрушенного его предками монастыря. Нескольких монахов этой обители впоследствии отправили в аббатство Мон-Сен-Мишель для замены местных каноников. В Фекане, родном городе Ричарда, устроили крупную резиденцию герцога и выдвинули идею основания монастыря поблизости от Фекана.

### Семья
- 1-я жена (с 960 года) Эмма Парижская (около 943 — после 19 марта 968), дочь Гуго Великого
- 2-я жена [b]: Гуннора де Крепон (умерла в 1031).
  - Ричард II Добрый (23 августа 963 — 28 августа 1026), герцог Нормандии с 996 года
  - Може (умер в 1032/1040), граф Мортен с 996, граф де Корбей с 1012 года, родоначальник графов Корбей
  - Роберт (умер в 1037), архиепископ Руана, граф д’Эврё с 996 года, родоначальник графов д’Эврё
  - Жоффруа де Брионн (умер около 996), граф де Брионн и д’Э, родоначальник графов де Брионн, а также английских домов Клер (графов Глостера) и, возможно, де Редверс (графов Девона)
  - Авуаза (умерла в 1034); муж: с 996 года —, граф Ренна и герцог Бретани Жоффруа I (980 — 20 ноября 1008)
  - Беатрис (родилась около 980); муж: с 1000 года — виконт де Тюренн Эбль I (умер в 1030)
  - Эмма Нормандская (около 982 — 6 марта 1052); 1-й муж: с 1002 года — король Англии Этельред II Неразумный; 2-й муж: с 1017 года — король Дании, Англии и Норвегии Кнуд Великий (994/995 — 1035)
  - Фразенда (около 995 — около 1057); муж: Танкред Отвиль (около 990—1041)
  - Матильда (умерла около 1005); муж: с 1003/1004 года — граф Блуа и Шартра Эд II де Блуа
- внебрачная связь с неизвестной по имени женщиной
  - Гильом (родился около 972), граф Э с 1040 года
  - дочь; муж: Жильбер де Сен-Валери (умер после 1011)
  - Мориелла (около 990 — около 1025); муж: с приблизительно 1020 года — Танкред Отвиль (около 990—1041)